# 著作佐郎
著作佐郎，中國古代官名。
三國魏太和年間，始置佐著作郎，协助著作郎修撰國史及《起居注》。东晋改為著作佐郎。六品。掌搜集史料，提供著作郎撰史。